# باتريك إدوارد أوكونور
باتريك إدوارد أوكونور (بالإنجليزية: Patrick Edward O'Connor)‏ هو كاهن كاثوليكي نيوزيلندي، ولد في 8 مارس 1932 في ماسترتون ‏ في نيوزيلندا، وتوفي في 3 ديسمبر 2014 في Silverstream ‏ في نيوزيلندا.